# 马基斯 (加来海峡省)
马基斯（法語：Marquise，法語發音：[maʁkiz] ⓘ）是法国加来海峡省的一个市镇，属于滨海布洛涅区。

## 地理
马基斯（50°48'53"N, 1°42'12"E）面积13.46 平方千米，位于法国上法蘭西大區加来海峡省，该省份为法国北部沿海省份，西北濒北海，南至索姆省，东临北部省。
与马基斯接壤的市镇（或旧市镇、城区）包括：勒兰冈-贝尔讷、昂布勒特斯、巴赞冈、伯夫勒康、费尔克、奥夫勒坦、兰克桑、维耶尔埃弗鲁瓦、维米勒。
马基斯的时区为UTC+01:00、UTC+02:00（夏令时）。

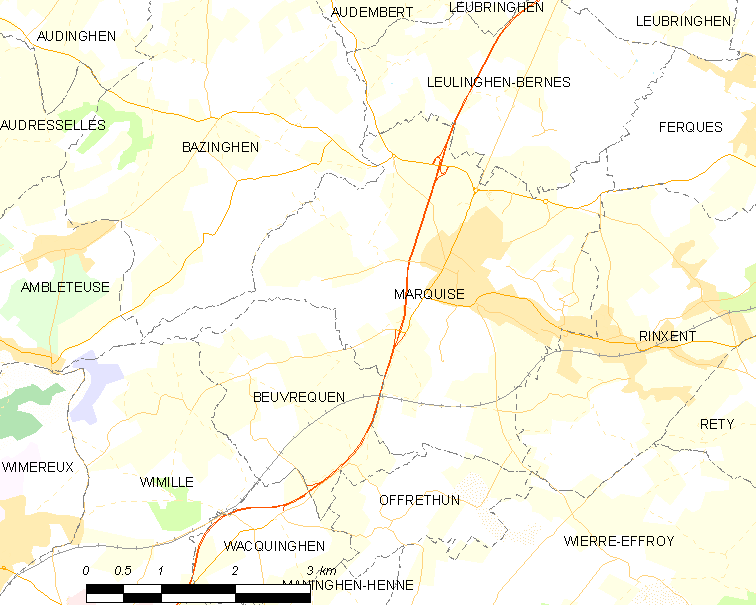
马基斯的OSM定位图

## 行政
马基斯的邮政编码为62250，INSEE市镇编码为62560。

## 政治
马基斯所属的省级选区为代夫勒县。

## 人口

1962-2008年间马基斯人口变化图示

马基斯于2022年1月1日时的人口数量为5169人。